# Асва
Асва, городище 700 р. до РХ — 900 р. після РХ. Розташоване у хутора Асва на сході острова Сааремаа (Естонія).
За назвою Асва названа Асва культура бронзової доби.
Розкопувалося в 1934, 1938-39, 1948-49, 1965-66.
- Первісне поселення було оточено парканом, пізніше — валом із плитняку.
- Виявлено залишки жител, мотики, зернотертки, серпи й інші знаряддя (головним чином з кістки), заліза й бронзи, предмети й ливарні формочки.
- Рання кераміка в основному штрихована, є посудини типу лужицької культури, пізня — місцевих типів.

Населення займалося землеробством, скотарством, рибальством, тюленьим промислом і полюванням.